# Liga Brasileira de Futebol Americano de 2010
A Liga Brasileira de Futebol Americano de 2010 foi a primeira edição da competição nacional de futebol americano  organizada pela liga homônima criada a partir das oito equipes que jogaram o Torneio Touchdown 2009.

## Participantes
- Coritiba Crocodiles

- Brusque Admirals

- Corinthians Steamrollers[2]

- Cuiabá Arsenal

- Curitiba Brown Spiders

- Foz do Iguaçu Black Sharks[3]

- Joinville Gladiators

- Minas Locomotiva

- Porto Alegre Pumpkins

- Fluminense Imperadores

- São Paulo Storm

- Sorocaba Vipers

- Timbó Rhinos[4]

- Tubarões do Cerrado

## Temporada Regular

### Classificação
| 1 | Corinthians Steamrollers | 4 | 2 | 156 | 116 | 3 | 3 | 2V |
| 2 | Cuiabá Arsenal           | 3 | 3 | 141 | 92  | 3 | 3 | 2D |
| 3 | Tubarões do Cerrado      | 3 | 3 | 63  | 62  | 3 | 3 | 1V |

| 1 | Fluminense Imperadores | 6 | 0 | 219 | 46  | 3 | 3 | 6V |
| 2 | Minas Locomotiva       | 1 | 5 | 34  | 138 | 3 | 3 | 4D |
| 3 | Sorocaba Vipers        | 1 | 5 | 28  | 188 | 3 | 3 | 2D |

| 1 | Coritiba Crocodiles   | 5 | 1 | 174 | 51  | 3 | 3 | 1D |
| 2 | Joinville Gladiators  | 5 | 1 | 113 | 110 | 3 | 3 | 4V |
| 3 | Timbó Rhinos          | 2 | 4 | 104 | 119 | 3 | 3 | 1V |
| 4 | Porto Alegre Pumpkins | 0 | 6 | 38  | 149 | 3 | 3 | 6D |

| 1 | Foz do Iguaçu Black Sharks | 5 | 1 | 176 | 43  | 3 | 3 | 1V |
| 2 | São Paulo Storm            | 5 | 1 | 127 | 68  | 3 | 3 | 4V |
| 3 | Curitiba Brown Spiders     | 2 | 4 | 117 | 105 | 3 | 3 | 1D |
| 4 | Brusque Admirals           | 0 | 6 | 41  | 245 | 3 | 3 | 6D |

Critérios de Desempate
1. Maior número de vitórias;
2. Maior número de vitórias nos confrontos diretos;
3. Maior saldo de pontos nos confrontos diretos;
4. Maior força da tabela;
5. Maior saldo de pontos;
6. Sorteio.

### Resultados
| Data           | Visitante     | Placar  | Mandante      | Local                 |
| -------------- | ------------- | ------- | ------------- | --------------------- |
| 24 de Julho    | Locomotiva    | 06 - 31 | Fluminense    | Rio de Janeiro        |
| 31 de Julho    | Corinthians   | 07 - 06 | Tubarões      | Sobradinho            |
| 31 de Julho    | Black Sharks  | 15 - 13 | Brown Spiders | Campo Largo           |
| 7 de Agosto    | Rhinos        | 14 - 23 | Crocodiles    | Balsa Nova            |
| 8 de Agosto    | Admirals      | 07 - 33 | Storm         | Salto de Pirapora     |
| 8 de Agosto    | Fluminense    | 47 - 00 | Vipers        | Salto de Pirapora     |
| 15 de Agosto   | Tubarões      | 00 - 20 | Arsenal       | Chapada dos Guimarães |
| 21 de Agosto   | Vipers        | 06 - 15 | Locomotiva    | Santa Luzia           |
| 21 de Agosto   | Gladiators    | 34 - 27 | Rhinos        | Timbó                 |
| 22 de Agosto   | Brown Spiders | 46 - 16 | Admirals      | Brusque               |
| 22 de Agosto   | Storm         | 09 - 20 | Black Sharks  | Foz do Iguaçu         |
| 28 de Agosto   | Arsenal       | 26 - 22 | Corinthians   | Taboão da Serra       |
| 28 de Agosto   | Crocodiles    | 26 - 07 | Pumpkins      | Porto Alegre          |
| 5 de Setembro  | Brown Spiders | 03 - 15 | Storm         | São Paulo             |
| 5 de Setembro  | Vipers        | 00 - 31 | Tubarões      | Brasília              |
| 5 de Setembro  | Black Sharks  | 22 - 06 | Admirals      | Brusque               |
| 7 de Setembro  | Fluminense    | 14 - 13 | Arsenal       | Chapada dos Guimarães |
| 11 de Setembro | Locomotiva    | 07 - 39 | Corinthians   | Taboão da Serra       |
| 11 de Setembro | Gladiators    | 08 - 35 | Crocodiles    | Balsa Nova            |
| 18 de Setembro | Rhinos        | 14 - 00 | Pumpkins      | Porto Alegre          |
| 19 de Setembro | Brown Spiders | 07 - 33 | Black Sharks  | Foz do Iguaçu         |
| 25 de Setembro | Tubarões      | 07 - 06 | Locomotiva    | Belo Horizonte        |
| 25 de Setembro | Arsenal       | 39 - 08 | Vipers        | Salto de Pirapora     |
| 26 de Setembro | Corinthians   | 20 - 23 | Fluminense    | Rio de Janeiro        |
| 26 de Setembro | Storm         | 36 - 12 | Admirals      | Brusque               |
| 9 de Outubro   | Crocodiles    | 49 - 00 | Rhinos        | Timbó                 |
| 10 de Outubro  | Pumpkins      | 19 - 20 | Gladiators    | Joinville             |
| 10 de Outubro  | Locomotiva    | 00 - 07 | Vipers        | Sorocaba              |
| 10 de Outubro  | Corinthians   | 42 - 41 | Arsenal       | Cuiabá                |
| 17 de Outubro  | Black Sharks  | 06 - 08 | Storm         | São Paulo             |
| 23 de Outubro  | Tubarões      | 13 - 26 | Corinthians   | Mococa                |
| 23 de Outubro  | Fluminense    | 48 - 00 | Locomotiva    | Santa Luzia           |
| 23 de Outubro  | Rhinos        | 00 - 13 | Gladiators    | Joinville             |
| 23 de Outubro  | Pumpkins      | 00 - 24 | Crocodiles    | Balsa Nova            |
| 6 de Novembro  | Gladiators    | 16 - 12 | Pumpkins      | São Leopoldo          |
| 7 de Novembro  | Admirals      | 00 - 28 | Brown Spiders | Curitiba              |
| 13 de Novembro | Arsenal       | 03 - 06 | Tubarões      | Brasília              |
| 13 de Novembro | Storm         | 26 - 20 | Brown Spiders | Curitiba              |
| 13 de Novembro | Crocodiles    | 17 - 22 | Gladiators    | Joinville             |
| 14 de Novembro | Vipers        | 07 - 56 | Fluminense    | Rio de Janeiro        |
| 14 de Novembro | Admirals      | 00 - 80 | Black Sharks  | Foz do Iguaçu         |
| 27 de Novembro | Pumpkins      | 00 - 49 | Rhinos        | Timbó                 |

### Campeões de Divisões
Corinthians Steamrollers     -   Campeão da Divisão Verde
 Fluminense Imperadores     -   Campeão da Divisão Amarela
 Coritiba Crocodiles  -   Campeão da Divisão Azul
 Foz do Iguaçu Black Sharks  -  Campeão da Divisão Branca

## Playoffs

### Semifinais da Conferência Sul
| 27 de Novembro | Joinville Gladiators | 22 – 12 | Foz do Iguaçu Black Sharks | Estádio do ABC , Foz do Iguaçu |
|                |                      |         |                            |                                |

| 28 de Novembro | São Paulo Storm | 12 – 13 | Coritiba Crocodiles | Campo da Assoc. Barigui Seminário , Curitiba |
|                |                 |         |                     |                                              |

### Wild Card da Conferência Norte
| 28 de Novembro | Cuiabá Arsenal | 37 – 22 | Corinthians Steamrollers | Estádio Palma Travassos , Ribeirão Preto |
|                |                |         |                          |                                          |

### Final da Conferência Norte
| 4 de Dezembro | Cuiabá Arsenal | 17 – 14 | Fluminense Imperadores | Estádio Figueira de Melo , Rio de Janeiro |
|               |                |         |                        |                                           |

### Final da Conferência Sul
| 4 de Dezembro | Joinville Gladiators | 13 – 19 | Coritiba Crocodiles | Campo da Assoc. Barigui Seminário , Curitiba |
|               |                      |         |                     |                                              |

### Campeões de Conferência
Cuiabá Arsenal -   Campeão da Conferência Norte
 Coritiba Crocodiles -   Campeão da Conferência Sul

## Brasil Bowl
| 18 de Dezembro | Cuiabá Arsenal | 49 – 21 | Coritiba Crocodiles | Estádio Municipal Hermínio Espósito , Embu |
|                |                |         |                     |                                            |

## Premiação
| Brasil Bowl I          |
| Mato Grosso            |
| ---------------------- |
| Cuiabá Arsenal Campeão |

## Classificação final
| Equipes | Equipes                    |
| ------- | -------------------------- |
| 1       | Cuiabá Arsenal             |
| 2       | Coritiba Crocodiles        |
| 3       | Fluminense Imperadores     |
| 4       | Joinville Gladiators       |
| 5       | Foz do Iguaçu Black Sharks |
| 6       | São Paulo Storm            |
| 7       | Corinthians Steamrollers   |
| 8       | Tubarões do Cerrado        |
| 9       | Curitiba Brown Spiders     |
| 10      | Timbó Rhinos               |
| 11      | Minas Locomotiva           |
| 12      | Sorocaba Vipers            |
| 13      | Porto Alegre Pumpkins      |
| 14      | Brusque Admirals           |